# Стернс, Ричард Эдвин
Ричард Эдвин Стернс (англ. Richard Edwin Stearns; род. 5 июля 1936 года, Колдуэлл, Нью-Джерси, США) — учёный в области теории вычислительных систем, награждён в 1993 году премией Тьюринга за достижения в исследовании теории сложности вычислений.

## Биография
Ричард Стернс получил титул бакалавра по математике в 1958 году в Карлтонском колледже (англ. Carleton college) в Нортфилде, Миннесота. Три года спустя, в 1961, Стернс получает титул доктора философии по математике в Принстонском университете, написав диссертацию «Three person cooperative games without side payment» под руководством Гарольда Куна.
После этого Стернс работал в General Electric до 1978 года, когда решил вернуться в вуз. С 1978 по август 2000 года Стернс преподавал в Университете Олбани, после чего ушёл на пенсию.
Стирнс состоит с 1994 года в Ассоциации вычислительной техники. Вместе с Юрисом Хартманисом был награждён премией Тьюринга за труд «On the computational complexity of algorithms», в котором было представлено множество классов сложности DTIME и доказана теорема об иерархии по времени. Примечательно, что у Стернса и Хартманиса день рождения 5 июля.
Женат, имеет двух взрослых детей.

## Награды
- 1993 — Премия Тьюринга вместе с Юрисом Хартманисом «в дань их основополагающим работам, обеспечившим базу теории сложности вычислений»[6]